# Álvaro Baigorri
Álvaro Baigorri del Río (Madrid, 11 agosto 1983) è un ex calciatore spagnolo, di ruolo difensore.

## Carriera

### Club
Baigorri ha giocato per le giovanili di Real Madrid e Atlético Madrid. Ha vestito in seguito le maglie di Racing Santander B, Leganés, Castellón, Alicante (in prestito) e Ceuta.
Una volta svincolatosi da quest'ultima società, ha sostenuto un provino per i norvegesi del Vålerenga. È stato portato anche nel ritiro della squadra a La Manga del Mar Menor. Il 22 febbraio, il Vålerenga ha reso nota la volontà di non offrire un contratto al terzino iberico.
Ha effettuato allora un altro provino, stavolta al Sarpsborg 08. Questo test è stato più fruttuoso, poiché ha firmato un contratto annuale con il club, appena retrocesso in 1. divisjon. Ha debuttato in squadra il 9 aprile 2012, schierato titolare nel pareggio per 4-4 contro lo Start. Ha contribuito alla promozione del Sarpsborg 08 in Eliteserien.
Baigorri è rimasto in squadra per un'ulteriore stagione, avendo così l'opportunità di esordire in Eliteserien in data 27 ottobre 2013, quando ha sostituito Martin Wiig nel pareggio per 2-2 maturato in casa dell'Odd. Il 19 novembre 2013, il Sarpsborg 08 ha annunciato che non avrebbe rinnovato il contratto a Baigorri, che si sarebbe così svincolato dal 1º gennaio 2014.
Il 27 dicembre 2013 ha trovato un accordo con il Moss, in 2. divisjon. Ha debuttato con questa maglia il 24 aprile 2014, schierato titolare nel successo per 0-5 maturato sul campo del Kråkerøy, sfida valida per il primo turno del Norgesmesterskapet. Il 24 maggio ha trovato la prima rete, nella sconfitta interna per 2-3 contro il Kjelsås. È rimasto in squadra per un biennio, in cui ha totalizzato 34 presenze e 3 reti tra campionato e coppa.
A febbraio 2017 è passato al Borgar, in 4. divisjon. Ha disputato la prima partita in data 17 aprile, schierato titolare nel pareggio per 4-4 contro il Rakkestad.

## Statistiche

### Presenze e reti nei club
Statistiche aggiornate al 2 settembre 2020.
| Stagione            | Club                | Campionato          | Campionato | Campionato | Coppe nazionali | Coppe nazionali | Coppe nazionali | Coppe continentali | Coppe continentali | Coppe continentali | Supercoppe | Supercoppe | Supercoppe | Totale | Totale |
| Stagione            | Club                | Comp                | Pres       | Reti       | Comp            | Pres            | Reti            | Comp               | Pres               | Reti               | Comp       | Pres       | Reti       | Pres   | Reti   |
| ------------------- | ------------------- | ------------------- | ---------- | ---------- | --------------- | --------------- | --------------- | ------------------ | ------------------ | ------------------ | ---------- | ---------- | ---------- | ------ | ------ |
| 2002-2003           | S.S. Reyes          | TD                  | ?          | ?          | CR              | 1               | 0               | -                  | -                  | -                  | -          | -          | -          | 1+     | 0+     |
| 2003-2004           | Racing Santander B  | SDB                 | 20         | 0          | -               | -               | -               | -                  | -                  | -                  | -          | -          | -          | 20     | 0      |
| 2004-2005           | Leganés             | SDB                 | 21         | 0          | CR              | ?               | ?               | -                  | -                  | -                  | -          | -          | -          | 21+    | 0+     |
| 2005-2006           | Alicante            | SDB                 | 22         | 0          | CR              | ?               | ?               | -                  | -                  | -                  | -          | -          | -          | 22+    | 0+     |
| 2006-2007           | Castellón           | SD                  | 29         | 0          | CR              | ?               | ?               | -                  | -                  | -                  | -          | -          | -          | 23+    | 0+     |
| 2007-2008           | Castellón           | SD                  | 27         | 1          | CR              | ?               | ?               | -                  | -                  | -                  | -          | -          | -          | 27+    | 1+     |
| 2008-2009           | Castellón           | SD                  | 19         | 0          | CR              | 2               | 0               | -                  | -                  | -                  | -          | -          | -          | 21     | 0      |
| 2009-2010           | Castellón           | SD                  | 18         | 0          | CR              | ?               | ?               | -                  | -                  | -                  | -          | -          | -          | 18+    | 0+     |
| Totale Castellón    | Totale Castellón    | Totale Castellón    | 93         | 1          |                 | 2+              | 0+              |                    | -                  | -                  |            | -          | -          | 95+    | 1+     |
| 2010-2011           | Ceuta               | SDB                 | 22         | 0          | CR              | 4               | 0               | -                  | -                  | -                  | -          | -          | -          | 26     | 0      |
| 2012                | Sarpsborg 08        | 1D                  | 19         | 0          | CN              | 2               | 0               | -                  | -                  | -                  | -          | -          | -          | 21     | 0      |
| 2013                | Sarpsborg 08        | ES                  | 1          | 0          | CN              | 0               | 0               | -                  | -                  | -                  | -          | -          | -          | 1      | 0      |
| Totale Sarpsborg 08 | Totale Sarpsborg 08 | Totale Sarpsborg 08 | 20         | 0          |                 | 2               | 0               |                    | -                  | -                  |            | -          | -          | 22     | 0      |
| 2014                | Moss                | 2D                  | 24         | 3          | CN              | 1               | 0               | -                  | -                  | -                  | -          | -          | -          | 25     | 3      |
| 2015                | Moss                | 2D                  | 9          | 0          | CN              | 0               | 0               | -                  | -                  | -                  | -          | -          | -          | 9      | 0      |
| Totale Moss         | Totale Moss         | Totale Moss         | 33         | 3          |                 | 1               | 0               |                    | -                  | -                  |            | -          | -          | 34     | 3      |
| 2017                | Borgar              | 4D                  | 16         | 1          | -               | -               | -               | -                  | -                  | -                  | -          | -          | -          | 16     | 1      |
| 2018                | Borgar              | 4D                  | 17         | 1          | -               | -               | -               | -                  | -                  | -                  | -          | -          | -          | 17     | 1      |
| Totale Borgar       | Totale Borgar       | Totale Borgar       | 33         | 2          |                 | -               | -               |                    | -                  | -                  |            | -          | -          | 33     | 2      |
| 2019                | Sparta Sarpsborg    | 4D                  | 15         | 1          | CN              | 2               | 0               | -                  | -                  | -                  | -          | -          | -          | 17     | 1      |
| Totale              | Totale              | Totale              | 279+       | 7+         |                 | 11+             | 0+              |                    | -                  | -                  |            | -          | -          | 291+   | 7+     |